# Stenus longitarsis
Stenus longitarsis – gatunek chrząszcza z rodziny kusakowatych i podrodziny myśliczków (Steninae).
Gatunek ten został opisany w 1851 roku przez Carla Gustafa Thomsona.
Chrząszcz o ciele długości od 4,2 do 5 mm. Szerokość jego głowy mierzona wraz z oczami jest o ¼ mniejsza niż nasady pokryw. Przedplecze ma wyraźnie węższe od pokryw i krótsze niż ich szew, smuklejsze niż u Stenus juno, wyposażone w długą, dobrze zaznaczoną bruzdę pośrodku. Pokrywy są nie szersze niż długie. Początkowe tergity odwłoka mają pośrodku części nasadowych pojedyncze, krótkie listewki. Co najmniej cztery pierwsze tergity mają boczne brzegi odgraniczone szerokimi bruzdami. Odnóża są ubarwione czarno. Smukłe tylne stopy prawie dorównują długością goleniom.
Owad palearktyczny, rozprzestrzeniony od Anglii i południowej Skandynawii przez środkową część Europy po północne skraje Europy Południowej. Ponadto znany z Algierii i Turcji. W Polsce notowany na nielicznych stanowiskach na południu kraju. Zasiedla torfowiska, bagna i wilgotne lasy, gdzie spotykany jest pod opadłymi liśćmi i innymi szczątkami roślinnymi.